# Falciot de Bradfield
El falciot de Bradfield (Apus bradfieldi) és una espècie d'ocell de la família dels apòdids (Apodidae) que habita camp obert de les terres baixes del sud-oest d'Angola, Namíbia, i nord de Sud-àfrica. 	